# Estação Ecológica da Serra das Araras
A Estação Ecológica da Serra das Araras é uma unidade de conservação brasileira de proteção integral à natureza localizada nos municípios de Cáceres e Porto Estrela, no estado de Mato Grosso, e criada em 1982 com o objetivo específico de 
preservar amostra significativa de ecossistema em estado não alterado, bem como uso da área em pesquisas e educação conservacionista.— Presidência da República

## História
Serra das Araras foi criada através do Decreto Nº 87.222, de 31 de maio de 1982, em duas áreas contíguas num total de 28 700 ha nos municípios mato grossenses de Barra do Bugres e Cáceres. O Decreto Nº 87.222 criou outras três estações ecológicas: Guaraqueçaba, Seridó e Caracaraí. O nome da serra surgiu do nome de um charqueador de carne chamado Araras que havia em uma fazenda da região.[carece de fontes?]

## Caracterização da área
A Estação Ecológica da Serra das Araras está completamente inserida no bioma do Cerrado, tendo sido criada visando a preservação de seus ecossistemas bem como possibilitar a realização de pesquisas científicas e trabalhos de educação ambiental.”

### Clima
É do tipo tropical quente semi-úmido, com 4 a 5 meses de seca. A temperatura anual média é em torno de 24 ºC e a pluviosidade de 1.400 a 1.500 mm/anuais.

### Relevo
O relevo caracteriza-se pela predominância de vastas superfícies de aplainamentos, modeladas em estrutura geológica diferenciada cristalina e sedimentar, altitudes médias de 400 a 1.000 m e são muito características as Serras e Chapadões na região.

### Fauna e Flora
A estimativa percentual de cada tipo de vegetação em relação a área da unidade resume-se em, 50% de Cerrado, 40% de Matas, 5% de Capoeiras, 4% de Campos e cerca de 1% de Várzeas e Veredas.
A fauna da região é bastante numerosa, sendo representada pelo porco-do-mato, onça-pintada, cotia, tatu, capivara, cachorro-do-mato etc. A avifauna é muito rica e destacamos a presença de araras azuis, pardais, siriemas e a raríssima rolinha-do-planalto-central, entre outras.
Serra das Araras serve de refúgio para a Rolinha-do-planalto (Columbina cyanopis), uma espécie rara, endêmica do Brasil e que, segundo a União Internacional para a Conservação da Natureza e dos Recursos Naturais (IUCN), encontra-se em Perigo Crítico de Extinção. Há muito poucos registros de ocorrências desta ave em outras regiões do Brasil. A destruição massiva do Cerrado Brasileiro, através da formação de pastagens para pecuária, agricultura e queimadas anuais, são as causas mais importantes para a destruição do habitat da Rolinha-do-planalto e a principal ameaça à existência desta espécie rara. Não se sabe quais são os motivos para a raridade histórica desta espécie, visto que, até recentemente, havia largas áreas de habitats potencialmente apropriados para esta ave.

### Ameaças
O principal problema que a estação tem enfrentado são os incêndios presentes durante épocas secas, provocados pela queima do cerrado e pastagens nas áreas adjacentes.